# Czersk
Czersk [t͡ʂɛrsk] (en alemán: Czersk; Heiderode (1942-1945) es una ciudad en Polonia del norte en el condado de Chojnice, Voivodato de Pomerania.
El 1 de julio de 2006 este municipio celebró los 80 años de la concesión a esta comunidad (1 de julio de 1926) del estatus de ciudad.
Hoy en día el centro de la ciudad de Czersk en es la plaza del pueblo. La infraestructura fue recientemente modernizado, reconstruido sistema de carreteras, moderno centro de comercio, 400 asientos sala de deportes, sistemas de tratamiento de agua y aguas residuales, estación de tren.
El tesoro histórico es la iglesia parroquial de estilo neobarroco. La iglesia más antigua descrita y documentada es del año 1584. La iglesia más reciente fue erigida entre 1910-1913 según el proyecto de F.O. Hossfed. Las industrias locales incluyen fábricas de procesamiento de madera, fábrica de ladrillos, planta de papel, planta de tejidos, muebles, metalurgia y fábrica de equipos agrícolas, cervecería, gran granja de truchas y procesamiento de alimentos. La artesanía y el comercio son florecientes.

## Historia
Las fechas históricas más significativas de la ciudad de Czersk:
- siglo XIII - El establecimiento de la comunidad parroquial incluyendo Rytel, Łąg, Mokre, Malachin.
- 1309 - Las evidencias históricas más antiguas apoyan el hecho del crecimiento del asentamiento después de que los Caballeros Teutónicos hayan superado la Gdańsk pomerana y hayan establecido la comunidad de Tuchola comunidad. En aquella época Czersk era un lugar de campo con molino en funcionamiento, posada, comercio de betún y granjas de abejas.
- 1330 - El primer reconocimiento histórico de la comunidad de Czersk.
- 1584 - Publicación de la primera y más antigua descripción conocida de la iglesia de Czersk;
- 1772-1902 -Particiones de Polonia y anexión a Prusia;
- 1827 - Los primeroscarruajes atraviesan en Czersk el trayecto en coche de caballos entre Berlín y Königsberg;
- 1873 - Apertura del ferrocarril oriental Berlín -  Königsberg; primer gran desarrollo económico comercial; 1887 - Puesta en marcha de la empresa Herman Shütta - actualmente Fábrica de Muebles de Czersk KLOSE; El comienzo de la historia de la fabricación de muebles en Czersk;
- 1913 - Finalización de la construcción de la todavía existente Iglesia de Czersk;
- 1914-1918 - Primera Guerra Mundial; Por el campo de prisioneros situado en los alrededores de Łukow pasaron unos 50.000 prisioneros de guerra principalmente rusos;
- 29 de enero de 1920 - Con la entrada victoriosa de las fuerzas armadas del ejército azul del  General Józef Haller de Hallenburg Czersk vuelve a Polonia después de las particiones de Polonia y la anexión y  dominaciónprusiana;
- 1 de julio de 1926 r. - Czersk recibe del que Gobierno polaco los derechos de la ciudad;
- 1 de septiembre de 1939 - 21 de febrero de 1945 - Segunda Guerra Mundial con el período de ocupación nazi (acoso, matanza, ejecuciones y asesinatos de ciudadanos de Czersk, asesinatos de la élite, personal político y administrativo). Operación encubierta de grupos de resistencia muy mal armados;
- 21 de febrero de 1945 - Entrada del Ejército Rojo en Czersk, fin de la ocupación nazi de Hitler;
- 27 de mayo de 1990 - Primeras elecciones supuestamente democráticas después de la II Guerra Mundial con autodeterminación de la comunidad de Czersk;
- 1994-2002 - Construcción del nuevo centro de comercio alrededor de la calle J.Ostrowski;
- 19 de enero de 2001 - Finalización del pabellón  deportivo de 400 plazas que lleva el nombre de R. Bruski;
- A partir de 1990 - Desarrollo sistemático de infraestructuras modernas (sistema de agua potable,  sistema de alcantarillado y plantas de tratamiento de aguas residuales (Czersk y Rytel), distribución de gas de calefacción, desarrollo de un sistema moderno de carreteras, modernización del ferrocarril).

## Personas destacadas
- Ludwik Zabrocki (1907 en Czersk - 1977), lingüista polaco, experto en estudios alemanes e indoeuropeos.